# Fédération du bouddhisme tibétain
La Fédération du bouddhisme tibétain (FBT) est une association loi de 1901 créée en 1991 à l’initiative du 14e dalaï-lama pour faciliter sa venue en France, y diffuser son enseignement et permettre la communication entre les centres bouddhistes tibétains adhérents.
La Fédération du bouddhisme tibétain regroupe 22 centres bouddhistes tibétains. Les centres adhérents doivent appartenir au bouddhisme tibétain et être dirigés par un maître reconnu. 

## Histoire
À la suite de la visite du dalaï-lama en France en 1989, des difficultés d'organisation ouvrent à la nécessité d'une coordination entre centres bouddhistes tibétains en France. Les principes d'une fédération sont lancées à Dhagpo Kagyu Ling en 1990 en présence de Kelsang Gyaltsen, représentant le dalaï-lama. En 1991, 26 centres rejoignent la fédération. En janvier de cette année, une réunion des principaux lamas en France propose un conseil d'administration et un comité d'honneur. Les statuts ne sont déposés qu'en octobre, si bien que la visite du dalaï-lama en août 1991 en Dordogne est gérée officiellement par l'association bouddhiste des centres de Dordogne. Le 1er mars 1992, les représentants de la FBT se rendent à Dharamsala où ils sont reçus par le dalaï-lama dans la perspective de sa prochaine visite. Celle-ci, en 1993, est organisée par la FBT avec le Bureau du Tibet représentant le dalaï-lama et le gouvernement tibétain en exil en France. 
Le comité exécutif comprend des représentants de toutes les branches du bouddhisme tibétain. En 1993, le dalaï-lama souhaite rencontrer le gouvernement et le président de la France, alors en période de cohabitation avec Édouard Balladur, le premier ministre, et François Mitterrand, le président. Comme la question tibétaine est alors méconnue en France, une stratégie médiatique est élaborée par une attachée de presse ancienne assistante parlementaire,. Des représentants des quatre écoles tibétaines en France contribuèrent au dossier de presse. Matthieu Ricard est une des personnalités apparues dans le paysage audiovisuel français à cette occasion. Ce fut un triomphe médiatique et le mot « bouddhamania » commença à être utilisé dans la presse. Les pressions exercées par la Chine sur le gouvernement français pour s'opposer à ce qu'il reçoive le dalaï-lama obligea les organisateurs à le faire recevoir par ses membres les plus importants bien qu'en tant qu'élus locaux. L'Élysée refusant tout contact, on joua du mépris de François Mitterrand pour Jacques Chirac en l'informant que ce dernier avait un « prime time » télé avec le dalaï-lama. Mitterrand le reçut de façon non officielle pour ravir la vedette à Chirac, alors maire de Paris.

## Rôle politique
La FBT devient un organe de l'État tibétain déterritorialisé. L'article III de ses statuts souligne son rôle politique. La FBT organise notamment des rencontres du dalaï-lama avec des autorités politiques françaises rapportées dans la revue Dharma de l'Institut Karma Ling qui fournit notamment un compte rendu de sa rencontre en 1993 avec Philippe Séguin, avec le Groupe d'études sur la question du Tibet et avec Dominique Baudis, maire de Toulouse,.

## Enseignements
Les centres où le dalaï-lama a été invité à enseigner en France en 1993 sont l'institut Vajra Yogini, Karma Migyur Ling et Karma Ling.
En avril 1997, le dalaï-lama est invité par l'institut Karma Ling et la congrégation Dachang Rimé pour enseigner les quatre nobles vérités, bases de l'enseignement du Bouddha Sakyamuni. 
En 2016, la fédération invite le dalaï-lama en France et organise à son intention un week-end d'enseignement au Zénith de Strasbourg.

## Présidents
- 1991 : Lama Lodreu (le secrétaire est François Calmes, membre de Rigpa et traducteur de Sogyal Rinpoché)[3].
- Jacques de Bettencourt[9].
- En 2016, Elisabeth Drukier est vice-présidente[10].

## Membres
- Sakya Tsechen Ling est membre de la fédération depuis sa création en 1991[11].
- L'association Drukpa de Paris est membre de la fédération[12].

En 2016, douze institutions en sont membres.

### Liste des centres adhérents (2020)
1. Congregation Pel Drukpay Tcheutsok Drukpay Plouray
2. Centre Drikung Kagyu de Quimper
3. Dachang Vajradhara-Ling
4. Shedup Kunsang Chöling
5. Centre monastique Bodhicharya-France
6. Sakya Tsechen Ling
7. Centre Kalachakra
8. Detchene Eusel Ling
9. Sangha Loka
10. Drukpa Paris
11. Tarab Ling
12. Institut Guepele et Institut Ganden Ling
13. Padma Ling
14. Rigpa
15. Kagyu-Dzong
16. Shambhala Paris
17. Sakya Kunga Ling
18. Thar Deu Ling
19. Tsetchen Kunkyab
20. Centre Drikung Kagyu Rinchen Pal
21. Centre Bouddhique Lungta
22. Centre Dechen Chöling
23. Songtsen Centre d'études de Chanteloube
24. Centre Nehnang Samten Tcheuling
25. Sakya Thukje Ling
26. Institut Vajra Yogini
27. Monastère Nalanda
28. Communauté Dzogchen Dejam Ling
29. Kagyu Rinchen Tcheu Ling
30. Lerab Ling
31. Centre Drikung Kagyu de Montpellier
32. Centre Jardin du Dharma Très Bon
33. Dachang Rimay Institut Karma Ling
34. Karma Migyur Ling